# اسکار اوپراوس
اسکار اوپراوس (استونیایی: Oskar Üpraus; ۱۲ اکتبر ۱۸۹۸ – ۵ اوت ۱۹۶۸) بازیکن فوتبال اهل استونی بود.
وی همچنین در تیم ملی فوتبال استونی بازی کرده‌است.